# Mike John
Mike John es el seudónimo de productor , director, y actor de películas pornográficas estadounidense.

## Biografía
John empezó en la industria como camarógrafo para Sean Michaels en 1996. Trabajo para Anabolic Vídeo en 1998 como director con su primera serie, Panochitas. Se convirtió en un exitoso camarógrafo en Anabolic con su serie de (POV), Un Punto de vista Pervertido. Estaban acreditados Lexington Steele y Erik Everhard como directores.
Dejó Anabolic y se unió a RLD en 2003. Dirigió 27 títulos para la firma antes de dejarla en enero del 2006. Después de dejar RLD, John obtuvo una medida cautelar contra su compañía anterior cuándo RLD anunció varias series en su sitio web similares a la serie que había dirigido John años atrás.
John firmó un contrato de distribución para Jules Jordan (JJV) en 2006. Su primera película para JJV era, Tensión Racial qué ganó varios premios.

## Premios
- 2006 Adam Film Premio Mundial para Mejor P.O.V. Serie - P.O.V. Pervierte[6]
- 2007 AVN Premio para Mejor Interracial Liberación - Tensión Racial[7]
- 2007 Adam Film Premio Mundial para Mejor Interracial Película - Tensión Racial[8]
- 2008 Adam Film Premio Mundial para Mejor Interracial Película - Tensión Racial 2[9]
- 2010 AVN Premio para Mejor Serie Gonzo - Jerkoff Material[10]
- 2010 XRCO Premio para Mejor Película POV - POV Pervierte 11[11]
- 2011 XRCO Premio para Mejor Serie POV - POV Pervierte[12]
- 2012 XRCO Premio para Mejor Serie POV - POV Pervierte[13]
- 2013 XRCO Premio para Mejor Serie POV - POV Pervierte[14]
- 2014 AVN Salón de la Fama[15]